# Herbert Hübel
Herbert Hübel (* 10. Jänner 1958 in Salzburg) ist ein österreichischer Rechtsanwalt und Sportfunktionär. 
Der promovierte Jurist leitet mit seinen Partnern eine Rechtsanwaltskanzlei in Salzburg. Bereits sein Vater, ebenfalls Jurist, war als Fußballfunktionär tätig.
Im Jahr 1974 wurde er Mitglied der katholischen Schülerverbindung K.Ö.St.V. Almgau zu Salzburg im MKV sowie ab 1977 der katholischen Studentenverbindung K.Ö.H.V. Rheno-Juvavia zu Salzburg im ÖCV.
Seit 1984 ist Hübel ehrenamtlich beim Salzburger Fußballverband in verschiedensten Funktionen tätig. 1999 wurde er Vizepräsident, seit 2001 ist er Präsident. Er gehört seit 1993 dem Bundesvorstand des Österreichischen Fußball-Bundes an, mit der Wahl zum Landespräsidenten rückte er in das Präsidium auf. Er gehörte ab Herbst 2008 der Findungskommission für den neuen ÖFB-Präsidenten an. Hübel war Verwaltungsrat der EURO 2008 SA für die Fußball-Europameisterschaft 2008 in Österreich und der Schweiz. Er ist Mitglied des Österreichischen Nationalen Olympischen Komitees und hier mit der Aufklärung eventueller Unregelmäßigkeiten im Zusammenhang mit der Bewerbung Salzburgs für die Olympischen Winterspiele 2014 beauftragt.